# Elpídio Barbosa Conceição
Elpídio Barbosa Conceição, detto Dill (São Luís, 4 marzo 1974), è un ex calciatore brasiliano, di ruolo attaccante.

## Carriera

### Club
Dill debuttò nel Goiás nel 1994; per il club di Goiânia vinse cinque campionati statali tra il 1996 e il 2000. Nel 2000 marcò 29 reti, diventando il giocatore ad aver realizzato il maggior numero di gol in una singola edizione del Campionato Goiano; nello stesso anno fu, a pari merito  con Magno Alves e Romário, il capocannoniere della Copa João Havelange con 20 gol. Grazie a questo risultato, nel 2001 fu messo sotto contratto dall'Olympique de Marseille, squadra francese, e successivamente dal Servette, in Svizzera. Dopo questo periodo in Europa, tornò in Brasile nel 2002 per giocare con il San Paolo.
Nella squadra di San Paolo segnò una rete contro il Botafogo, nell'ultima giornata del Campeonato Brasileiro Série A 2002; quel gol fu decisivo per la retrocessione del Botafogo in Série B.
Nel 2003 si trasferì proprio al Botafogo. Successivamente giocò per Flamengo, Bahia, e Brasiliense. Nel 2006, si trasferì in Portogallo, giocando per Penafiel e Desportivo das Aves. Nel 2007 giocò nel Famalicão, nella Terceira Divisão de Portugal.
Dopo un trasferimento al FK Suduva, in Lituania, nel 2009, tornò in Brasile per giocare nel Santa Cruz. Poco tempo dopo passò al Foz, in Portogallo, dove concluse la propria carriera. In seguito decise di lavorare come procuratore di calciatori.

## Palmarès
- Campionato Carioca: 1

Botafogo: 1997
- Taça Guanabara: 1

Botafogo: 1997
- Taça Rio: 1

Botafogo: 1997
- Campionato Baiano: 1

Bahia: 1999
- Copa Centro-Oeste: 1

Goiás: 2001